# Новий Дзіковець
Новий Дзіковець (пол. Nowy Dzikowiec) — село в Польщі, у гміні Дзіковець Кольбушовського повіту Підкарпатського воєводства.
Населення — 307 осіб (2011).
У 1975-1998 роках село належало до .

## Демографія
Демографічна структура станом на 31 березня 2011 року:
|          | Загалом | Допрацездатний вік | Працездатний вік | Постпрацездатний вік |
| -------- | ------- | ------------------ | ---------------- | -------------------- |
| Чоловіки | 146     | 32                 | 97               | 17                   |
| Жінки    | 161     | 25                 | 109              | 27                   |
| Разом    | 307     | 57                 | 206              | 44                   |